# Jamboree mondial de 1991
Le 17e jamboree scout s'est déroulé dans le Parc National du Mont Sorak en Corée du Sud, en 1991. 
Il réunit près de 20 000 scouts du monde entier, et en particulier d'Europe de l'Est, autour du thème "Des pays, une seule terre".